# Max Gerson
Ten artykuł opisuje teorie, metody lub czynności niezgodne ze współczesną wiedzą medyczną.
Max Gerson (ur. 18 października 1881 w Wągrowcu, zm. 8 marca 1959 w Nowym Jorku) – niemiecki lekarz i naukowiec, twórca nieuznawanej przez współczesną naukę terapii rzekomo leczącej raka.
Pochodził z żydowskiej rodziny z Wielkopolski. Prowadził praktykę lekarską w Bielefeld, wizytując wielokrotnie niemieckie sanatoria dla gruźlików. W 1933, w związku z nasileniem kampanii antysemickiej, opuścił Niemcy i przez Wiedeń, Paryż i Londyn dotarł w 1936 do Nowego Jorku.

## Terapia Gersona
Gerson, szczególnie działając w Stanach Zjednoczonych w latach 1950, przedstawił i promował hipotezę powstawania raka jako syndromu wyniszczenia tkanek wynikającego z zaburzenia równowagi sodowo-potasowej na poziomie komórkowym, postępującego zatruwania organizmu oraz permanentnego niedoboru składników odżywczych. Określił raka jako holistyczną chorobę całego organizmu, a nie poszczególnych organów. Opracował tzw. terapię Gersona, polegającą na spożywaniu dużej ilości soków oraz wykonywaniu lewatyw z kawy sporządzonej w specyficzny sposób.
Skuteczność działania terapii Gersona nie znalazła potwierdzenia w badaniach przeprowadzonych przez amerykański National Cancer Institute. Według American Cancer Society, terapia nie ma podstaw naukowych i jest niebezpieczna.
W zasobach NCBI National Center for Biotechnology Information można odnaleźć opublikowane w Alternative Therapies In Health And Medicine opracowanie dokumentujące 5-letnie przeżycie po rozpoznaniu czerniaka, które było wyższe w porównaniu z wszystkimi innymi metodami leczenia. Badanie to nie zostało jednak przeprowadzone w sposób wiarygodny i nie może być dowodem na skuteczność terapii, co przyznali nawet sami jego autorzy.
Mimo braku naukowych dowodów na działanie, metoda ta ma wielu zwolenników. W San Diego dalej działa Instytut Gersona poświęcony popularyzacji tej metody leczenia raka oparty na tzw. diecie Gersona.